# Villa Drake

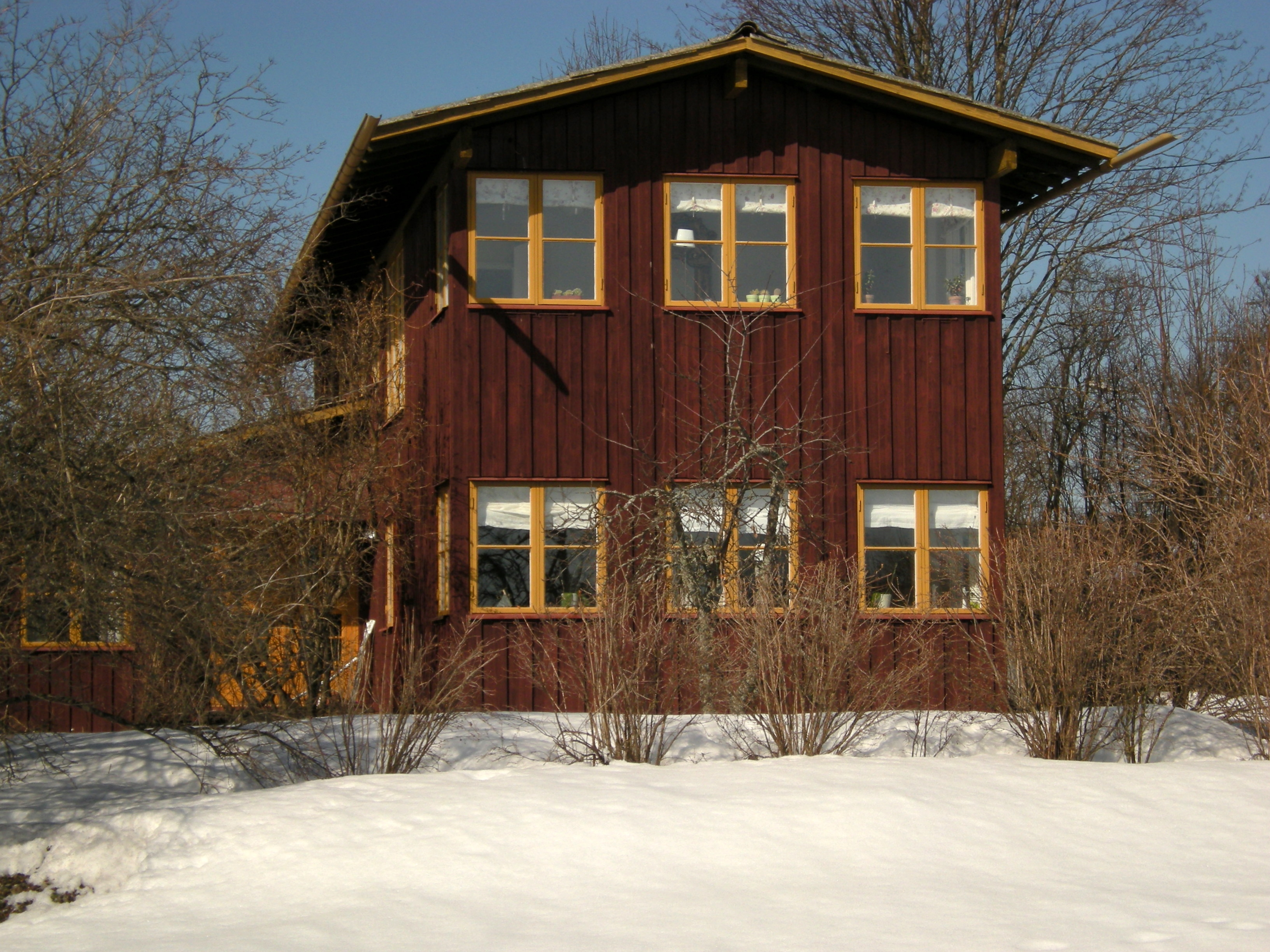
Villa Drake.

Villa Drake är ett bostadshus på Lekattsgatan i Borlänge. 
Villan stod färdig 1970 och ritades av arkitekt Jan Gezelius. Den består av en unison byggnadskropp i två plan med en bredd på endast 4,2 meter för att få rum med ljusinsläpp i flera riktningar. Konstruktionen är enkel och traditionellt utförd i trä och så även fasaden som utgörs av lockpanel i rödfärgat trä. Uttrycket präglas av en radikal enkelhet, vilket kom att inspirera annan träarkitektur i Sverige under 1970-talet.
Namnet Villa Drake kommer av Erik Drake, som beställde villan.